# Gat's Morning!
『Gat's Morning!』（ガッツモーニング!）は、2002年4月1日からエフエム佐賀 (fms) で放送されているラジオ番組。
毎週月曜 - 金曜 7:30 - 10:00（日本標準時）に放送されている朝のワイド番組。番組タイトルにある "Gat's" は、番組を聴けば朝からガッツが出ることを意味する "Guts" と、聴けば最新の情報を手に入れられることを意味する "Got us" をかけた造語である。

## パーソナリティ

### 現在
- YUYA（月曜・火曜、2002年4月[1] - ）
  - 2018年4月 - 5月、2020年4月 - 5月には木曜、2020年6月 - 2023年9月には水曜も担当していた。
- サトユミ☆（木曜・金曜、2008年10月 - 2017年12月・2018年6月 - 2020年3月・2020年6月 - ）
  - 2018年6月 - 2019年9月には木曜のみを担当していた。
- 德丸英器（水曜、2023年10月 - ）

### 過去
| 期間      | 期間       | 月曜・火曜 | 水曜     | 木曜       | 金曜       |
| --------- | ---------- | ---------- | -------- | ---------- | ---------- |
| 2002.4.1  | 2008.9.26  | YUYA       | YUYA     | 飯地紀美子 | 飯地紀美子 |
| 2008.9.29 | 2017.12.29 | YUYA       | YUYA     | サトユミ☆  | サトユミ☆  |
| 2018.1.4  | 2018.3.30  | YUYA       | YUYA     | 米谷奈津子 | 米谷奈津子 |
| 2018.4.2  | 2018.6.1   | YUYA       | YUYA     | YUYA       | 平野綾菜   |
| 2018.6.4  | 2019.9.27  | YUYA       | YUYA     | サトユミ☆  | 平野綾菜   |
| 2019.9.30 | 2020.3.27  | YUYA       | YUYA     | サトユミ☆  | サトユミ☆  |
| 2020.3.30 | 2020.5.29  | YUYA       | YUYA     | YUYA       | 中山直美   |
| 2020.6.1  | 2023.10.3  | YUYA       | YUYA     | サトユミ☆  | サトユミ☆  |
| 2023.10.4 | 現在       | YUYA       | 德丸英器 | サトユミ☆  | サトユミ☆  |

- シンディ＆マーキー（木曜・金曜）[2][3]

## 番組コーナー
2021年7月現在。
- 7:30 - オープニング
- 7:35 - ウェザーインフォメーション
- 7:40 - トラフィックインフォメーション
- 7:52 - タウントピックス
- 8:00 - SUZUKI TODAY'S KEY NUMBER（ネット番組）
- 8:09 - ルートインホテルズ 今日のスポーツ（ネット番組）
- 8:10 - Letter for the next（ネット番組）
- 8:25 - ウェザーインフォメーション
- 8:30 - （水）Good Morning SAGA city、（木）マインドビタミン
- 8:35 - （月・金）Fromさが
- 8:45 - トラフィックインフォメーション
- 8:55 - FM佐賀ニュース - 内容はJFNニュース。
- 9:10 - ウェザーインフォメーション - 以前は9:30から放送されていた。
- 9:15 - （木）みんなで作ろう！有明育ちのおむすびくん、（木以外）Gat's Information
- 9:20 - Weekly Cut's!
- 9:45 - D's View
- 9:55 - エンディング

### 特殊なコーナー
Gat's Club
リスナー参加型コーナー。参加の希望があったときのみに放送され、出演するとクラブナンバーとステッカーがもらえる。ちなみに第1号はサガン鳥栖GMの松本育夫。
おまけコーナー
毎月最終金曜日のみに放送され、ADなどのスタッフが出演していた。2009年3月、スタッフの異動により終了。

### 過去のコーナー
武雄競輪レースガイド
8:29頃から放送されていた。放送終了の時期は不明。